# Портрет Давида Артемьевича Делянова
«Портрет Давида Артемьевича Делянова» — картина Джорджа Доу и его мастерской из Военной галереи Зимнего дворца, с авторским вариантом-повторением из собрания Калужского объединённого музея-заповедника.
Картина представляет собой погрудный портрет генерал-майора барона Давида Артемьевича Делянова из состава Военной галереи Зимнего дворца.
Перед началом Отечественной войны 1812 года полковник Делянов числился в Сумском гусарском полку и находился под судом за дуэль. После вторжения Наполеона был вызван в полк и вскоре возглавил его; за отличие в Бородинском сражении и в бою под Можайском, где был ранен, получил чин генерал-майора. В начале 1813 года последовало высочайшее повеление о прекращении судебного преследования Делянова и он принял активное участие в Заграничных походах 1813—1814 годов, был во многих сражениях в Саксонии, Пруссии и Франции.
Изображён в генеральском ментике Сумского гусарского полка, введённом в 1809 году, через плечо переброшена лядуночная перевязь. На шее кресты ордена Св. Анны 2-й степени с алмазами и прусского ордена Пур ле мерит; справа на груди кресты орденов Св. Георгия 4-го класса и Св. Владимира 4-й степени с бантом, серебряная медаль «В память Отечественной войны 1812 года» на Андреевской ленте и бронзовая дворянская медаль «В память Отечественной войны 1812 года» на Владимирской ленте. У правого края на фоне возле плеча подпись художника (в две строки): painted from nature by Geo Dawe R. A. С тыльной стороны картины надпись: Delianef и Geo Dawe RA pinxt . Подпись на раме: Д. А. Деляновъ, Генералъ Маiоръ.
7 августа 1820 года Комитетом Главного штаба по аттестации Делянов был включён в список «генералов, заслуживающих быть написанными в галерею» и 1 сентября 1821 года император Александр I приказал написать его портрет. Гонорар Доу был выплачен 29 декабря 1824 года. Готовый портрет был принят в Эрмитаж 7 сентября 1825 года. Поскольку 12 декабря 1824 года Делянов был награждён орденом Св. Владимира 3-й степени и шейный крест этого ордена на портрете отсутствует, то следует считать что галерейный портрет был написан до этой даты.
В собрании Калужского объединённого музея-заповедника имеется авторское повторение, выполненное позже галерейного портрета (холст, масло, 73,5 × 61 см, инвентарный № ЖГС-568) — здесь Делянов изображён с шейным крестом ордена Св. Владимира 3-й степени, звездой и чрезплечной лентой ордена Св. Анны 1-й степени; поскольку точная дата награждения Делянова орденом Св. Анны 1-й степени неизвестна, то и портрет датировать невозможно, однако в любом случае он исполнен не позже 1829 года, поскольку в октябре этого года Доу скончался в Лондоне.
Кроме того, в собрании Калужского музея изобразительных искусств имеется поясной портрет Делянова работы Франсуа Бодьо, датируемый 1810 годом, — этот портрет композиционно очень близок к работам Д. Доу.

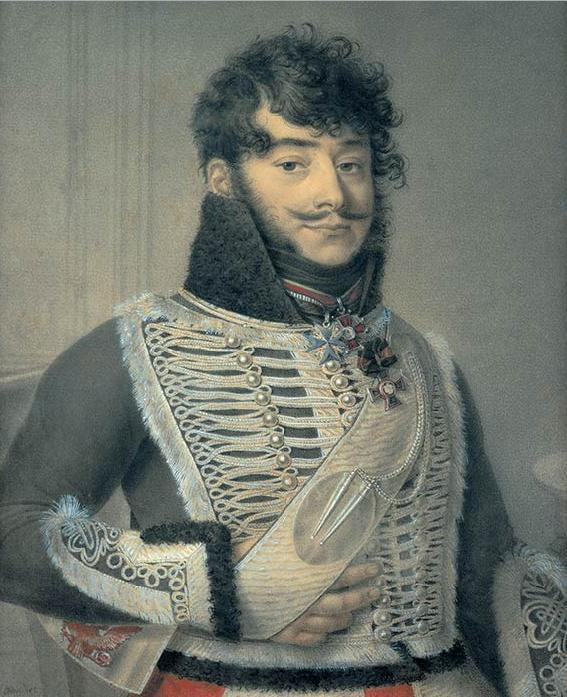
Портрет Делянова работы Ф. Бодьо
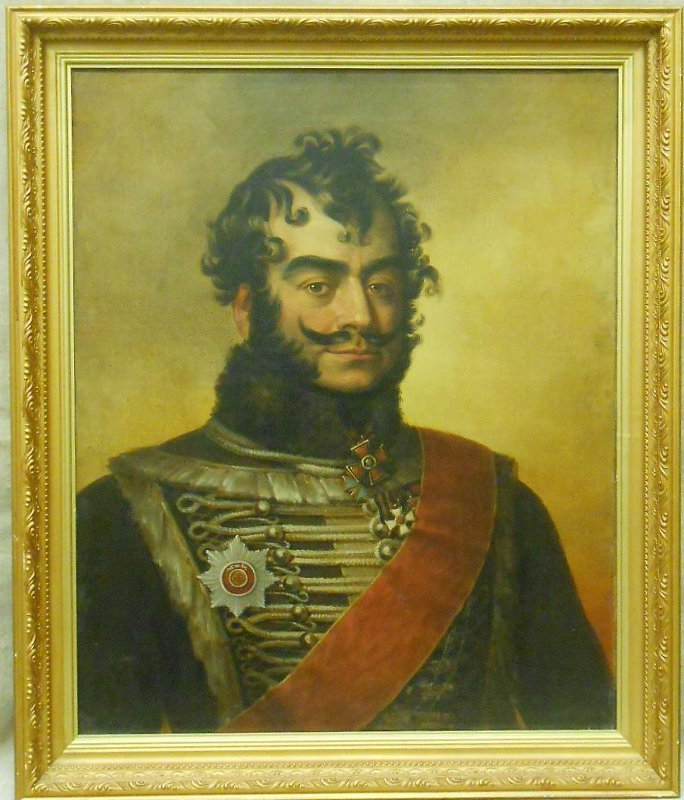
Позднее авторское повторение галерейного портрета